# 藤子・A・不二雄
もしかして
- 藤子不二雄Ⓐ

ではありませんか？